# ماوريسيو كاستانيدا
ماوريسيو كاستانيدا (بالإسبانية: Mauricio Castañeda)‏ هو لاعب كرة قدم مكسيكي، ولد في 24 مارس 1992 في ليون في المكسيك. لعب مع Mineros de Zacatecas ‏.

## وصلات خارجية
- ماوريسيو كاستانيدا على موقع قاعدة بيانات كرة القدم.إي يو (الإنجليزية)
- ماوريسيو كاستانيدا على موقع Soccerway.com (الإنجليزية)